# ポルシェ・リン
ポルシェ・リン Porsche Lynn（セントジョンズ (ミシガン州) 出身、1962年2月14日 - ）は、アメリカ合衆国のエキゾチック・ダンサー、ポルノ女優。彼女は最も初期の映画の撮影中に、ポルシェの車を見て芸名をポルシェとし、これに似合う姓として「リン」を付け加えた。178cmの長身に3サイズは89 - 61- 89cmでカップサイズはC（米国サイズ）、瞳はブラウン、髪は赤みがかったストロベリーブロンドである。

## 生い立ち
6歳の時、彼女の両親は激しい離婚調停の最中であり、母親と祖母は離婚届にサインをさせるため父親の元に向かった。母親がドアをノックした時、父親は彼女を撃ち、そして銃で自殺した。

## 職歴
1980年代に、ジンジャー・リンとアンバー・リンと共に、「3人のリン」の1人として有名になった。但し「3人のリン (three Lynns) 」という呼称自体は、ジンジャー、アンバー、ポルシェに言及するためにトム・バイロンが後に考案したものである。1985年から2002年にかけて、およそ170本の映画に出演した。当初は標準的な性行為をスクリーン上で演じていたが、現在はフェムドム映画を専門としている。近年はニューヨークとフェニックス (アリゾナ州) でミストレスとして働いた。足には、100万ドルの保険がかけられた事がある。XRCO殿堂、AVN殿堂双方のメンバーである。

## 受賞歴
- AVN殿堂顕彰
- XRCO殿堂顕彰(2001年)

## 私生活
リンはスクリーン上と同様に、私生活でも両性愛者であり、フェニックス (アリゾナ州) に住んでいる。